# Viola pseudograeca
Viola pseudograeca är en violväxtart som beskrevs av M. Erben. Viola pseudograeca ingår i släktet violer, och familjen violväxter. Inga underarter finns listade i Catalogue of Life.